# Área de Conservação da Paisagem de Mustoja
A Área de Conservação da Paisagem de Mustoja é um parque natural localizado no condado de Võru, na Estónia.
A área do parque natural é de 3488 hectares.
A área protegida foi fundada em 1998 para proteger formas de relevo raras e ecossistemas florestais próximos ao rio Mustoja.